# William Ogilby
William Ogilby (1805–1873) foi um zoólogo irlandês que esteve na vanguarda da classificação e nomeação de espécies animais na década de 1830 e foi secretário da Sociedade Zoológica de Londres de 1839 a 1847. Talvez seu principal trabalho foi na classificação da ordem Chiropoda, táxon atualmente em desuso.